# Stuhlfelden
Stuhlfelden é um município da Áustria, situado no distrito de Zell am See, no estado de Salzburgo. Tem 29,62 km² de área e sua população em 2019 foi estimada em 1.578 habitantes.